# Montigalar
El Montigalar o Montigalar Gros és una muntanya de 464 metres que es troba al municipi de Quart, a la comarca catalana del Gironès. Al cim podem trobar-hi un vèrtex geodèsic (referència 307098001). Aquest cim està inclòs al llistat dels 100 cims de la FEEC.